# Måseskär
Måseskär este o arie protejată (arie specială de conservare — SAC, sit de importanță comunitară — SCI) din Suedia întinsă pe o suprafață de 1.797,6 ha, integral pe uscat.

## Localizare
Centrul sitului Måseskär este situat la coordonatele 58°05′14″N 11°20′33″E / 58.0873°N 11.3424°E.

## Înființare
Situl Måseskär a fost declarat sit de importanță comunitară în iulie 2008 pentru a proteja 1 specie de animale. Situl a fost protejat și ca arie specială de conservare în decembrie 2017.

## Biodiversitate
Situată în ecoregiunile continentală și marină Atlantică, aria protejată conține 1 habitat natural: Recifuri.
La baza desemnării sitului se află o specie protejată de  mamifere: focă obișnuită (Phoca vitulina).